# Sueca
Pour les articles homonymes, voir Sueca (homonymie).
Sueca (en valencien et en castillan) est une commune d'Espagne de la province de Valence dans la Communauté valencienne. Elle est située dans la comarque de la Ribera Baixa et dans la zone à prédominance linguistique valencienne.

## Géographie

Localisation de Sueca
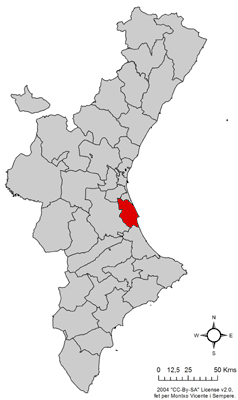
dans la Communauté valencienne.
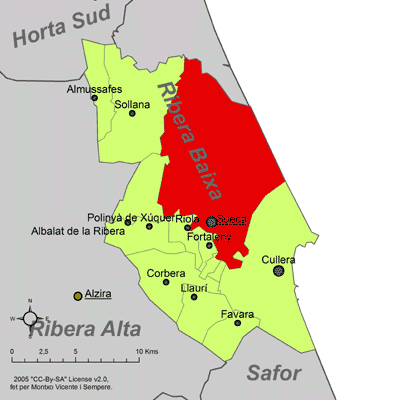
dans la comarque de la Ribera Baixa.

### Districts ruraux
Sur le territoire de Sueca se trouvent les noyaux de populations suivants :
- Bega de Mar ;
- El Perelló (es) ;
- Les Palmeres ;
- Mareny de Barraquetes ;
- Mareny Blau ;
- Mareny de Vilches.

### Localités limitrophes
Sollana, Valence, Cullera, Fortaleny, Riola, Albalat de la Ribera, et Polinyà de Xúquer toutes dans la province de Valence.

## Histoire
Les origines de la ville remontent à une alquería de l'époque musulmane.

## Démographie
| 1990   | 1992   | 1994   | 1996   | 1998   | 2000   | 2002   | 2004   | 2005   |
| ------ | ------ | ------ | ------ | ------ | ------ | ------ | ------ | ------ |
| 24 868 | 23 044 | 24 426 | 24 869 | 24 893 | 25 406 | 26 126 | 26 685 | 27 253 |

## Administration
Liste des maires depuis les élections municipales espagnoles de 1979.
| Législature | Nom du Maire                                    | Parti politique |
| ----------- | ----------------------------------------------- | --------------- |
| 1979-1983   | Jaume Lloret Solves y Alfredo Guillem Contreras |                 |
| 1983-1987   | Alfredo Guillem Contreras                       | PSOE            |
| 1987-1991   | Francesc Ferrer Carbonell                       | PSPV-PSOE       |
| 1991-1995   | Vicent Vera Chanqués y Ricardo Ortí Sanz        | CDS             |
| 1995-1999   | Salvador Gil Beltrán                            | PSPV-PSOE       |
| 1999-2003   | Alfredo Guillem Contreras                       | EPIPV - BNV     |
| 2003-2007   | Salvador Gil Beltrán                            | PSPV-PSOE       |
| 2007-2011   | Joan Baldoví i Roda                             | BNV             |

## Économie
Située sur les bords de l'Albufera, la principale ressource économique de Sueca est la riziculture, peut-être introduite par les Arabes.

## Patrimoine

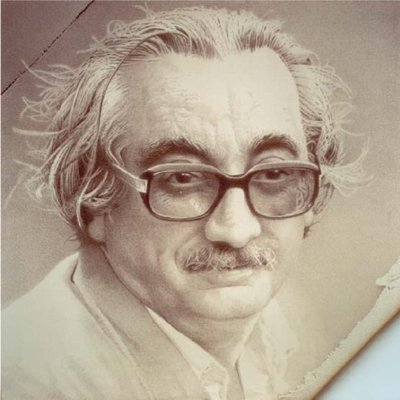
Joan Fuster

## Personnalités liées à la commune
- Joan Baldoví (né en 1958), homme politique
- Josep Bernat i Baldoví (1809-1864), écrivain
- Joan Fuster (1922-1992), écrivain
- Francesc de Paula Burguera (1928-2015), écrivain
- José Serrano Simeón (1873-1941), musicien et compositeur
- Virtudes Cuevas Escrivà (1913-2010), résistante républicaine et survivante du camp d'extermination nazi de Ravensbrück[2].

## Jumelages
Évreux (France)

### Sources
- (es) Cet article est partiellement ou en totalité issu de l’article de Wikipédia en espagnol intitulé « Alcácer » (voir la liste des auteurs).